# Marszałek wielki litewski
Marszałek wielki litewski – urząd senatorski I Rzeczypospolitej.
Został utworzony za panowania króla Władysława Jagiełły prawdopodobnie już w 1398, w ostatecznej formie po 1409, kiedy powstał urząd marszałka wielkiego koronnego.
Formalnie był równy marszałkowi wielkiemu koronnemu i taki sam był jego zakres obowiązków na Litwie. W hierarchii ustępował jednak koronnemu. Pod nieobecność koroniarza mógł pełnić jego obowiązki. W roku 1569 po unii lubelskiej wszedł do senatu.
Od 1646 wraz z marszałkiem koronnym sprawował zwierzchnictwo na Gwardią koronną.
Wchodził w skład generalnego sądu kapturowego.

## Lista  marszałków  wielkich  litewskich
- Stanisław Czupurna (1398–?)
- Rumbold Wolimuntowicz
- Piotr Montygierdowicz
- Radziwiłł Ościkowicz
- Michał Kieżgajło (1446–1476)
- Marcin Gasztołd (1477–1483)
- Bohdan Andruszkowicz Sakowicz
- Piotr Janowicz Montygierdowicz
- Jan Jurjewicz Zabrzeziński (1498–1505)
- Mikołaj Radziwiłł (1505–1515)
- Stanisław Kiszka (1512–1514)
- Jan Mikołajewicz Radziwiłł (1514–1522)
- Jan Janowicz Zabrzeziński (1522-?)
- Mikołaj Radziwiłł Czarny (?-1565)
- Jan Hieronimowicz Chodkiewicz (1566–1579)
- Mikołaj Krzysztof Radziwiłł (1579–1586)
- Albrycht Radziwiłł (1586–1592)
- Stanisław Radziwiłł (1592–1597)
- Krzysztof Mikołaj Dorohostajski (1597–1615)
- Piotr Wiesiołowski (1615–1621)
- Jan Stanisław Sapieha (1621–1635)
- Krzysztof Wiesiołowski (1635–1637)
- Aleksander Ludwik Radziwiłł (1637–1654)
- Krzysztof Kieżgajło Zawisza (1654–1669)
- Aleksander Hilary Połubiński (1669–1679)
- Stanisław Kazimierz Radziwiłł (1679–1690)
- Jan Karol Dolski (1691–1695)
- Aleksander Paweł Sapieha (1699–1734)
- Marcjan Dominik Wołłowicz (1734)
- Paweł Karol Sanguszko (1734–1750)
- Ignacy Ogiński (1750–1768)
- Józef Paulin Sanguszko (1768–1781)
- Władysław Roch Gurowski (1781–1790)
- Ignacy Potocki (1790–1793)
- Ludwik Tyszkiewicz (1793–1795)